# Camilla More
Pour les articles homonymes, voir More.
Camilla More (née le 15 octobre 1957 à Londres) est une actrice anglaise de cinéma et de télévision. 

## Biographie
Elle est la sœur jumelle de l'actrice Carey More. Les deux sœurs ont joué ensemble dans de nombreux films et séries. 
En France, elles sont connues pour le rôle des sœurs jumelles dans le film d'Yves Robert : Le Jumeau.
Camilla More et sa sœur se sont fait connaître la même année dans le rôle des sœurs jumelles du film d'horreur culte Vendredi 13 : Chapitre final.

## Filmographie

### Cinéma
- 1984 : Vendredi 13 : Chapitre final (Vendredi the 13th: The Final Chapiter) : Tina
- 1984 : Le Jumeau : Betty Kerner
- 1990 : Parasite : Lesli (robot)
- 1990 : The Serpent of Death : Rene
- 1997 : Cap sur le danger (Dead Tides) : Lori
- 2009 : Ma cité, mon histoire (Court-métrage) : Une assistante

### Télévision
- 1983 : L'Agence tous risques (The A-Team) (série télévisée) : La petite amie
- 1984 : Calendrier Sanglant (Calendar Girl Murders) (Téléfilm)
- 1985 : Harry Fox, le vieux renard (série télévisée) : La jolie fille
- 1985 :  Cheers (série télévisée) : Carolyn Huxley
- 1986-1987 : Des jours et des vies (Days of Our Lives) (série télévisée) : Gillian Forrester
- 1988 : Maybe Baby (Téléfilm) : Emily
- 1989 : Matlock (série télévisée) : Jennifer Holtz
- 1991 : Red Wind (Téléfilm) : Bonnie
- 1991-1992 : Hôpital central (General Hospital) (série télévisée) : Anna Hayward
- 1995 : Alerte à Malibu (Baywatch) (série télévisée) : Jill Reynolds
- 1997 : Un privé à Malibu (Mitch Buchannon) (série télévisée)
- 2014 : Mansion Hunters (série télévisée)